# Poiana Codrului, Satu Mare
Poiana Codrului (maghiară Szelestyehuta) este un sat în comuna Crucișor din județul Satu Mare, Transilvania, România. Este situat pe DJ193B.

## Economie
În această localitate se găseste o fabrică de sticle de menaj.